# Congrès de Reims
Le congrès de Reims est le 75e congrès ordinaire du Parti socialiste, qui a lieu à Reims (Marne) du 14 au 16 novembre 2008.
L’objectif du congrès est de fixer la ligne générale du Parti socialiste, de désigner un nouveau premier secrétaire en remplacement de François Hollande ainsi qu'une nouvelle direction à tous les échelons du parti : section locale, fédération départementale, instances nationales. Ce congrès se tient après la défaite des socialistes aux élections présidentielle et législatives de 2007 et les victoires aux élections municipales et cantonales de 2008.
Ce congrès est marqué par une fragmentation en trois motions de l'ancienne majorité (motions de Martine Aubry, Bertrand Delanoë et Ségolène Royal) qui s'opposent surtout sur la méthode et la personnalité pour conduire le parti. Les résultats sont serrés et les débats ne peuvent aboutir à une synthèse. Le congrès ne s'achève véritablement qu'avec l'élection par les adhérents du premier secrétaire. L'écart de voix au second tour est si restreint que son dépouillement est tendu. Finalement, le conseil national du parti valide le 25 novembre 2008 l'élection de Martine Aubry avec 102 voix d'avance sur sa concurrente Ségolène Royal, soit 50,04 % des suffrages exprimés. Elle est la première femme à exercer cette fonction au PS.

## Organisation du congrès
Le congrès est organisé par le bureau national du Parti socialiste.

### Localisation du congrès
Originellement envisagé à Toulouse après la victoire de Pierre Cohen aux élections municipales, le congrès est finalement fixé à Reims après un vote à bulletin secret du bureau national du Parti socialiste. Les questions de proximité de Paris ont été évoquées, mais le contexte (affrontement annoncé entre Bertrand Delanoë et Ségolène Royal) a joué contre Toulouse dont le maire et la fédération départementale étaient des proches de Lionel Jospin et de Bertrand Delanoë alors que la maire de Reims, Adeline Hazan est une proche de Martine Aubry.

### Calendrier du congrès
- Mercredi 2 juillet : Conseil national d’enregistrement des contributions générales et approbation du calendrier et des modalités de préparation du congrès; date limite de dépôt des contributions générales et thématiques.
- Mardi 23 septembre : Dépôt des motions; conseil national de synthèse.
- Jeudi 6 novembre : Vote sur les motions dans les sections.
- Du vendredi 7 novembre au dimanche 9 novembre : Congrès fédéraux.
- Vendredi 14, samedi 15 et dimanche 16 novembre : Congrès national ordinaire à Reims.
- Jeudi 20 novembre : Vote simultané dans toutes les sections pour l'élection du premier secrétaire, du premier secrétaire fédéral, du secrétaire de section.
- Vendredi 21 novembre : Second tour de scrutin pour l'élection du premier secrétaire, du premier secrétaire fédéral, du secrétaire de section.
- Samedi 22 novembre : Conseil national : désignation du bureau national et élection du secrétariat national (finalement tenu en deux sessions le 25 novembre puis le 6 décembre).

## Contributions

### Les contributions générales
Il y a 21 contributions générales déposées pour ce congrès de Reims (contre 18 lors du précédent congrès) :
- « Donner une cohérence à la gauche et un espoir à la France » présentée par François Hollande, premier secrétaire du Parti socialiste et soutenue entre autres par Julien Dray.
- « Clarté, courage et créativité : Choisir maintenant, pour agir demain » présentée par Bertrand Delanoë, maire de Paris.
- « Une vision pour espérer, une volonté pour transformer » présentée par Martine Aubry, maire de Lille, ancienne ministre.
- « Debout la gauche ! » présentée par Marc Dolez et Forces militantes.
- « Aux militants » présentée par Gaëtan Gorce, animateur de Nouvelle voix.
- « Socialistes, Altermondialistes, Écologistes » présentée par le Mouvement Utopia.
- « Reconstruire à gauche » présentée par Laurent Fabius, ancien premier ministre, ancien ministre, candidat à l'investiture du Parti socialiste pour l'élection présidentielle de 2007.
- « Combattre et proposer » présentée par Ségolène Royal, présidente de la région Poitou-Charentes, ancienne ministre, candidate du Parti socialiste à l'élection présidentielle de 2007.
- « Unité et refondation (s) ! » présentée par Frédéric Leveillé.
- « Reconquêtes » présentée par Benoît Hamon et Henri Emmanuelli, animateurs du Nouveau Parti socialiste.
- « Réussir ensemble le congrès du Parti socialiste » présentée par Jean-Marc Ayrault, président du groupe Socialiste, radical et citoyen à l'Assemblée nationale.
- « Besoin de gauche » présentée par Pierre Moscovici, animateur de Socialisme et démocratie et soutenue entre autres par Arnaud Montebourg, animateur de Rénover maintenant et Catherine Trautmann, ancienne ministre.
- « La Ligne claire » présentée par le collectif du même nom, fondé par Gérard Collomb (maire de Lyon), Jean-Noël Guérini (président des Bouches-du-Rhône) et Vincent Feltesse (président de la Communauté urbaine de Bordeaux), rejoints par Manuel Valls (maire d'Évry).
- « Réinventer la Gauche » présentée par Jean-Luc Mélenchon, animateur de Trait d'union.
- « Pour un socialisme du 21e siècle en France » présentée par Pascal Jacquemin et la fédération de Meurthe-et-Moselle.
- « Changer ! » présentée par Marie-Noëlle Lienemann.
- « D’abord, redistribuer les richesses » présentée par Gérard Filoche, animateur de Démocratie et Socialisme.
- « Brèves de campagne » présentée par Marylise Lebranchu, ancienne ministre.
- « Pour un socialisme écologique » présentée par Géraud Guibert, animateur du Pôle écologique du PS.
- « Urgence sociale » présentée par Pierre Larrouturou, animateur de Nouvelle Gauche.
- « Et si le Parti restait socialiste ? » présentée par Jacques Fleury, fondateur de l'Office universitaire de recherche socialiste.

### Les contributions thématiques
Plus de 300 contributions thématiques ont été déposées. On peut citer entre autres :
- « Un nouveau souffle pour la Gauche »
- « L'économie sociale et solidaire ou l'individu-citoyen au centre du système économique » par la Fédération des Alpes-Maritimes
- Contribution déposée par Homosexualités et socialisme
- « La diversité et le parti socialiste » par Rachid Mammeri
- « La Contribution des EGALES » par Geneviève Couraud

## Motions

### Motions déposées

#### Motion A (Bertrand Delanoë)
La motion A « Clarté, courage, créativité » a pour premier signataire Bertrand Delanoë. Elle est issue de la fusion des contributions présentées par Bertrand Delanoë, François Hollande, Jean-Marc Ayrault et une partie de la contribution soutenue par Pierre Moscovici. Elle est notamment soutenue par :
- Lionel Jospin, ancien Premier ministre et ancien premier secrétaire du PS ;
- Michel Rocard, député européen, ancien Premier ministre et ancien premier secrétaire du PS ;
- Jean-Yves Le Drian, président de la région Bretagne, ancien secrétaire d'État ;
- Élisabeth Guigou, députée de la Seine-Saint-Denis, ancienne ministre ;
- Jean Glavany, député des Hautes-Pyrénées, ancien ministre ;
- Michel Sapin, député de l'Indre, ancien ministre ;
- Alain Rousset, président de la région Aquitaine et député de Gironde ;
- Harlem Désir, député européen ;
- Pierre Cohen, député-maire de Toulouse élu en 2008 ;
- Anne Hidalgo, première adjointe au maire de Paris ;
- Michel Destot, député-maire de Grenoble ;
- Roland Ries, sénateur-maire de Strasbourg ;
- André Vezinhet, président du conseil général de l'Hérault.

#### Motion B (Pôle écologique)

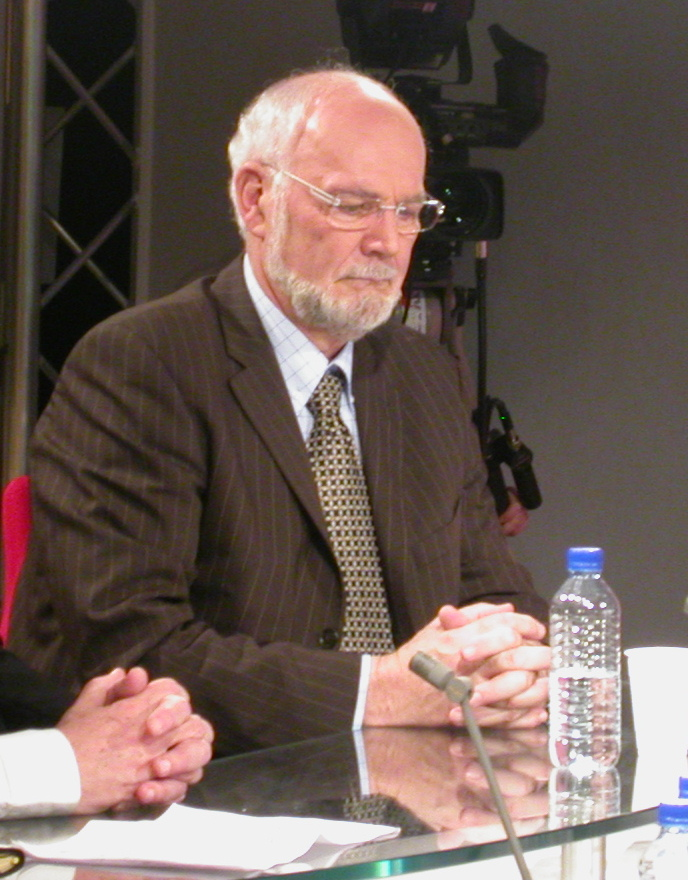
Jean-Louis Tourenne.

La motion B « Pôle écologique » est issue des contributions de Géraud Guibert et Christophe Caresche. Elle est notamment soutenue par :
- Nicole Bricq, sénatrice de Seine-et-Marne ;
- Geneviève Gaillard, députée-maire de Niort ;
- Jean Launay, député du Lot ;
- Michel Moine, maire d'Aubusson ;
- Philippe Plisson, député et conseiller général de Gironde ;
- Jean-Louis Tourenne, président du conseil général d'Ille-et-Vilaine ;
- Philippe Tourtelier, député d'Ille-et-Vilaine.
- Maurice Ronai

#### Motion C (Benoît Hamon)

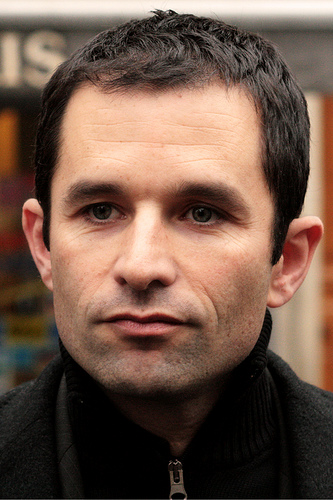
Benoît Hamon en 2000.

La motion C « Un monde d’avance. Reconstruire l'espoir à gauche » a pour premier signataire Benoît Hamon.
Dans l'optique du dépôt des motions, les courants Ambition socialiste (autour de Marie-Noëlle Lienemann et Paul Quilès), Démocratie et Socialisme (autour de Gérard Filoche) ainsi que Jacques Fleury (auteur de la contribution « Et si le parti restait socialiste ! ») acceptent de fusionner leurs contributions avec celle du NPS. Après plusieurs contacts avec Martine Aubry, ils décident de ne pas poursuivre le rapprochement à cause de son alliance avec les strauss-kahniens. Après discussions, Trait d'union (autour de Jean-Luc Mélenchon), Forces militantes (autour de Marc Dolez) et le NPS font motion commune le matin même de la date de dépôt de la motion. Avec le ralliement de Nouvelle Gauche (homonyme distinct de la tendance fondée par Hamon, autour de Pierre Larrouturou,) la veille, toute l'aile gauche du PS s'est ainsi réunie sur la motion C intitulée « Un Monde d'Avance : reconstruire l’espoir à gauche », dont le premier signataire est Benoît Hamon à qui Henri Emmanuelli a cédé la première place. Jean-Luc Mélenchon qualifie alors cette union d'« événement historique ».
La motion est notamment soutenue par :
- Razzy Hammadi, ancien président du MJS
- Paul Quilès, ancien ministre, maire de Cordes-sur-Ciel
- Jacques Généreux, économiste français
- Bruno Julliard, adjoint au maire de Paris, ancien président de l'UNEF
- Olivier Dussopt, maire d'Annonay et le plus jeune député de l'Assemblée nationale
- Marc Gricourt, maire de Blois
- Liêm Hoang-Ngoc, économiste et député européen
- Jean-Pierre Dufau, député-maire de Capbreton dans les Landes
- Michel Vergnier, député-maire de Guéret dans la Creuse
- André Lejeune, sénateur de la Creuse
- Jean-Pierre Godefroy, sénateur de la Manche
- Régis Juanico, conseiller général et député de la Loire
- Jean Auroux, ancien ministre, auteur des Lois Auroux rédigées par Martine Aubry

#### Motion D (Martine Aubry)

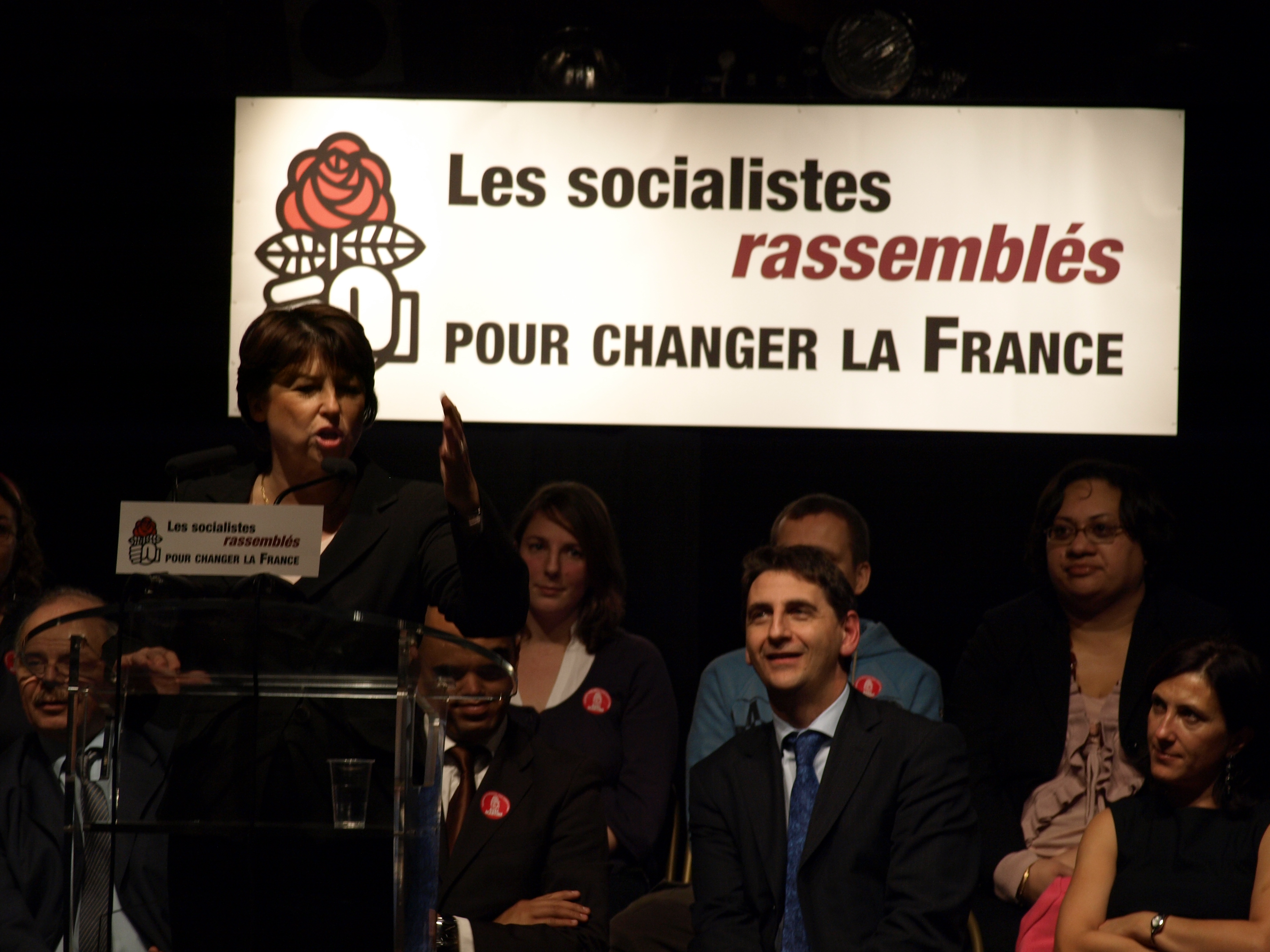
Martine Aubry à Aubervilliers.

La motion D « Changer à gauche pour changer la France » a pour première signataire Martine Aubry. Elle est issue de la fusion des contributions présentées par Martine Aubry, Marylise Lebranchu, Laurent Fabius et une partie de la contribution soutenue par Pierre Moscovici. Elle est notamment soutenue par :
- Sandrine Mazetier, députée de Paris
- Laurence Rossignol, vice-présidente du conseil régional de Picardie
- Laurence Dumont, députée du Calvados
- Catherine Lemorton, députée de la Première circonscription de la Haute-Garonne
- Claude Bartolone, conseiller général et député de Seine-Saint-Denis, ancien ministre
- Jean-Christophe Cambadélis, député de Paris
- Adeline Hazan, députée européenne et maire de Reims
- Arnaud Montebourg, député et président du conseil Général de Saône-et-Loire
- Alain Vidalies, député des Landes
- Jean-Paul Huchon, président de la région Île-de-France
- Didier Migaud, député de l'Isère et président de la commission des finances de l'Assemblée Nationale
- Frédérique Calandra, maire du XXe arrondissement de Paris
- Martin Malvy, président de la région Midi-Pyrénées, ancien ministre
- René Souchon, président de la région Auvergne
- Gilbert Roger, maire de Bondy
- Alain Le Vern, sénateur de Seine-Maritime et président de la région Haute-Normandie
- Charles Gautier, sénateur de la Loire-Atlantique
- Pierre Mauroy, ancien premier ministre et ancien premier secrétaire, sénateur du Nord

#### Motion E (Ségolène Royal)

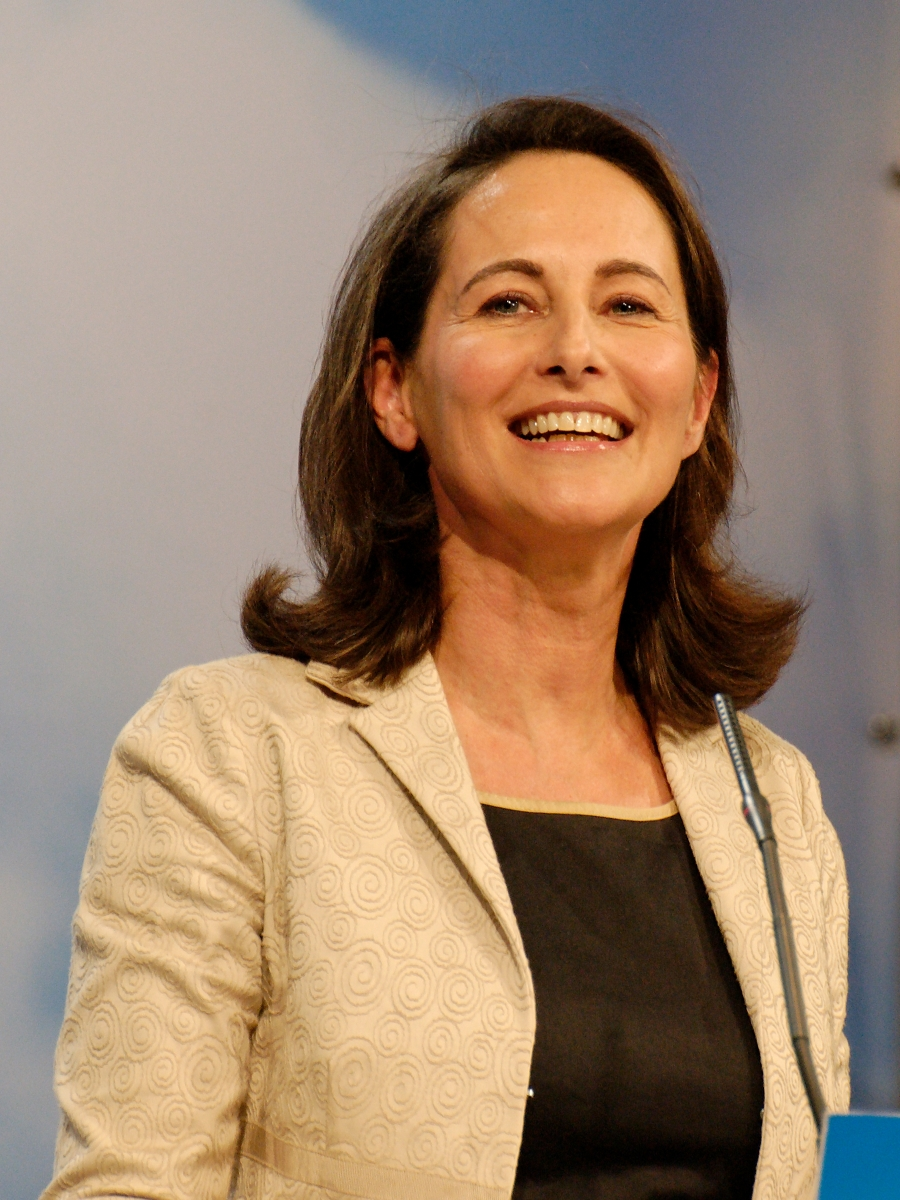
Ségolène Royal en 2007.

La motion E « L'espoir à gauche, fier(e)s d'être socialistes », dont Gérard Collomb est le premier signataire, est la fusion des contributions présentées par Ségolène Royal, Gérard Collomb et Jean-Noël Guérini, Frédéric Léveillé et Gaëtan Gorce. Elle est notamment soutenue par :
- Patrick Allemand, premier secrétaire de la fédération des Alpes-Maritimes et vice-président du conseil régional de Provence-Alpes-Côte d'Azur
- Sylvie Andrieux-Bacquet, vice-présidente du conseil régional de Provence-Alpes-Côte d'Azur et députée des Bouches-du-Rhône
- Jean-Louis Bianco, député et président du conseil général des Alpes-de-Haute-Provence
- Malek Boutih, secrétaire national du PS et membre du conseil économique, social et environnemental
- Julien Dray, député de l'Essonne et conseiller régional d'Île-de-France
- Aurélie Filippetti, députée de Moselle
- Guillaume Garot, député-maire de Laval
- Jean-Noël Guérini, sénateur et président du conseil général des Bouches-du-Rhône
- Hélène Mandroux, maire de Montpellier
- Vincent Peillon, député européen
- Alda Péreira Lemaître, maire de Noisy-le-Sec
- Jean-Jack Queyranne, député du Rhône et président de la région Rhône-Alpes
- François Rebsamen, conseiller général et maire de Dijon
- Najat Vallaud-Belkacem, adjointe au maire de Lyon
- Manuel Valls, maire d'Évry et député de l'Essonne

#### Motion F (Utopia)

La motion F « Socialistes, Altermondialistes, Écologistes » (Utopia) a pour premier signataire Franck Pupunat, et provient de sa contribution. Elle est notamment soutenue par :
- Henry Lombard, délégué national du PS au sein de la Commission Laïcité, Secrétaire Général de l'Aix Rugby Club
- Martine Meissimilly, 5e adjointe au maire de Laragne-Montéglin
- Serge Odobet, 1er conseiller municipal d'opposition à Oyonnax
- Evelyne Acciari, 4e conseillère municipale d'opposition à Oyonnax
- Bernard Lauzon, chargé de mission du service Production-Aménagement-Développement du comité départemental du Tourisme des Alpes-de-Haute-Provence
- Pierre-Alain Cardona, membre de la Commission fédérale des conflits de la Fédération socialiste des Bouches-du-Rhône
- Corinne Morel Darleux, coanimatrice d'Utopia

### Vote des adhérents

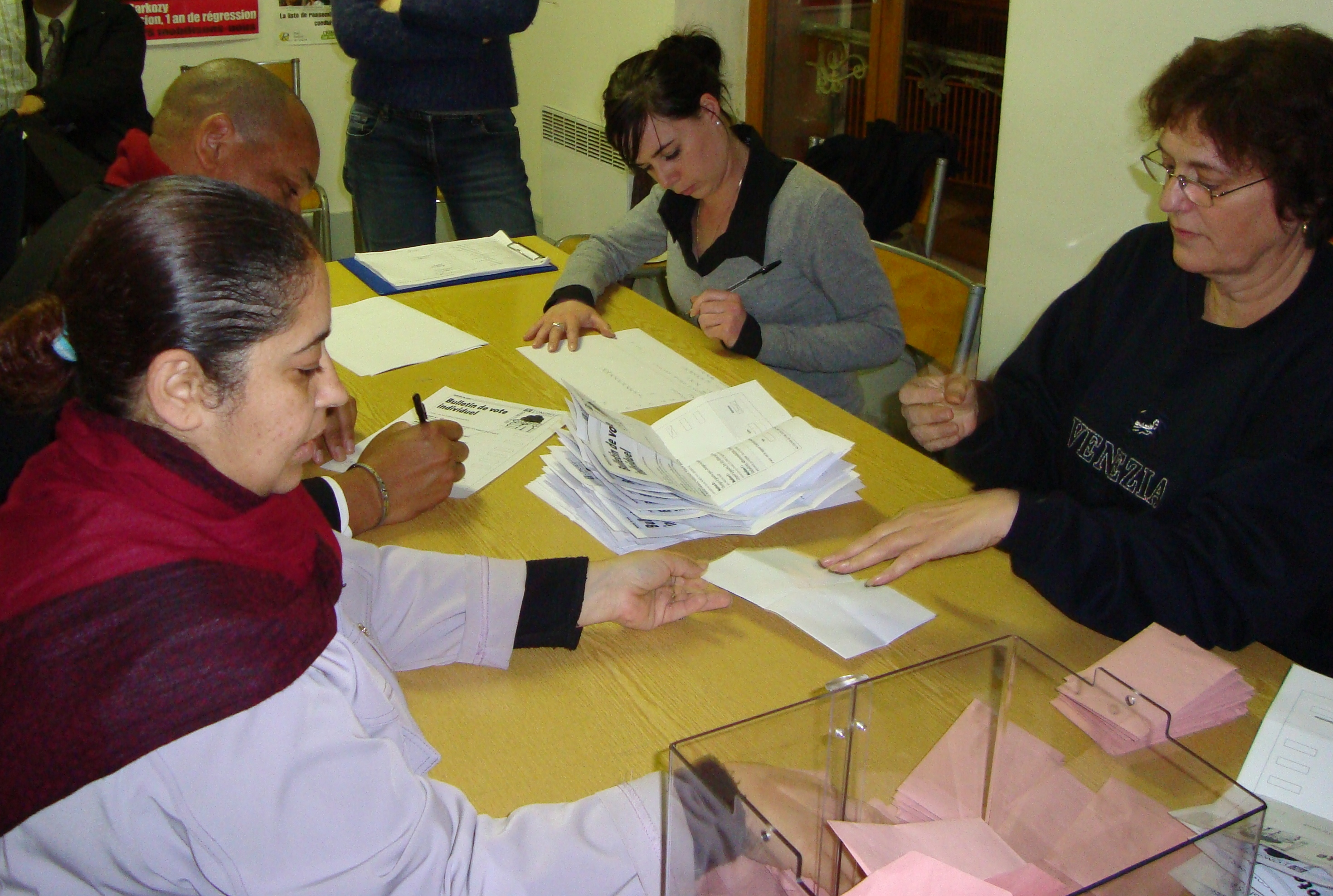
Dépouillement du vote du 6 novembre à la section de La Courneuve.

Le jeudi 6 novembre 2008 les adhérents du Parti socialiste votent sur les motions. Le résultat de ce vote détermine à la proportionnelle la représentation de chacune des motions au congrès et parmi 204 membres du conseil national. Les résultats sont calculés par fédération départementale, chaque fédération étant représentée au congrès par un nombre de délégués proportionnel à ses effectifs au 31 décembre 2007. Les congrès fédéraux qui désignent ces délégués ont lieu du 7 au 9 novembre.
| Motions            | Motions            | Titre                                          | Premier signataire  | Résultat | Résultat |
| Motions            | Motions            | Titre                                          | Premier signataire  | #        | %        |
| ------------------ | ------------------ | ---------------------------------------------- | ------------------- | -------- | -------- |
|                    | E                  | L'espoir à gauche, fier(e)s d'être socialistes | Gérard Collomb      | 37 941   | 29,08    |
|                    | A                  | Clarté, courage, créativité                    | Bertrand Delanoë    | 32 942   | 25,24    |
|                    | D                  | Changer à gauche pour changer la France        | Martine Aubry       | 31 734   | 24,32    |
|                    | C                  | Un monde d'avance                              | Benoît Hamon        | 24 162   | 18,52    |
|                    | B                  | Pôle écologique                                | Christophe Caresche | 2 075    | 1,59     |
|                    | F                  | Socialistes, Altermondialistes, Écologistes    | Franck Pupunat      | 1 632    | 1,25     |
|                    |                    |                                                |                     |          |          |
| Inscrits           | Inscrits           | Inscrits                                       | Inscrits            | 232 912  |          |
| Votants            | Votants            | Votants                                        | Votants             | 131 860  | 56,61    |
| Abstentions        | Abstentions        | Abstentions                                    | Abstentions         | 101 052  | 43,39    |
| Blancs ou nuls     | Blancs ou nuls     | Blancs ou nuls                                 | Blancs ou nuls      | 1 368    | 1,04     |
| Suffrages exprimés | Suffrages exprimés | Suffrages exprimés                             | Suffrages exprimés  | 130 492  | 98,96    |

### Conséquences
L'arrivée en tête de la motion E a pour conséquence immédiate le départ du parti de cadres de l'aile gauche, au premier rang desquels figure le sénateur de l'Essonne Jean-Luc Mélenchon, militant et élu historique du PS.
Le 7 novembre, il convoque une conférence de presse, à laquelle prend également part le député du Nord Marc Dolez, dans laquelle ces deux derniers annoncent leur démission du PS et la création prochaine d'un nouveau mouvement politique, ayant vocation à s'allier au Parti communiste dans la perspective des élections européennes de 2009.

« Nous avons la certitude qu'il y a dans ce pays une gauche disponible, une énorme énergie disponible pour affronter la droite et pas s'abstenir devant elle. »

— Jean-Luc Mélenchon, Conférence de presse du 7 novembre 2008.
Lors de cette déclaration publique, quelques militants socialistes démissionnaires proches de Mélenchon sont présents, comme Danielle Simonnet et François Delapierre. À l'instar d'Alexis Corbière, lui aussi adhérent PS jusqu'à cette date, ils seront ensuite des cadres importants du Parti de gauche, nouveau parti lancé quelques jours plus tard, qui naît officiellement en février 2009.
La trajectoire de Jean-Luc Mélenchon autour du Congrès de Reims est suivie par une équipe de journalistes de la webtélé TéléTOC, autour d'Arnauld Champremier-Trigano, qui travaille ensuite pour la communication du sénateur. Les webséries Monsieur Mélenchon puis Jean-Luc Mélenchon en campagne en sont issues,.

## Débats du congrès
Au cours du congrès, deux lignes de fractures, plus ou moins visibles, apparaissent. D'une part, le clivage déjà ancien entre partisans et adversaires du Traité établissant une Constitution pour l'Europe marque toujours les relations au sein du parti où nombreux sont ceux qui ne pardonnent pas à Laurent Fabius et à l'aile gauche du parti d'avoir fait campagne pour le « non » lors du référendum de 2005 malgré une consultation interne préalable majoritairement favorable au « oui ». D'autre part, la question d'une éventuelle alliance du PS avec le centre est brandie comme une « différence » d'approche entre les motions Delanoë, Aubry, Hamon et la ligne Royal.
Par ailleurs, des querelles de personnes concernant le contrôle du parti empêchent un accord entre les motions. Les motions A, C et D refusent de s'allier à Ségolène Royal, lui reprochant son style personnel et craignant la transformation du parti en club de supporters. Ces mêmes motions A, C et D parviennent à un texte de compromis mais ne s'accordent pas sur le nom d'un candidat au poste de premier secrétaire.
Au terme de débats âpres, aucune synthèse entre les motions n'est réalisée, renvoyant aux militants socialistes le choix d'un premier secrétaire sans qu'une majorité se soit dégagée au cours du congrès ni que la ligne politique du Parti socialiste n'ait été choisie.

## Élection du premier secrétaire

### Candidats

#### Candidats officiels
- Benoît Hamon annonce sa candidature le jour du dépôt des motions. Il dépose avec Henri Emmanuelli la contribution du NPS, « Reconquêtes». Il espère que Laurent Fabius le rejoigne[réf. nécessaire], mais celui-ci s'intègre au mouvement des Reconstructeurs mené par Martine Aubry. Benoît Hamon réalise alors le rassemblement de tous les courants de l'aile gauche du PS, sa motion « Un monde d'avance » étant soutenues par sept contributions, un record pour ce congrès. Avec la crise financière, il estime son orientation politique marqué plus à gauche légitimée, et croit en ses chances de gagner[11].
- Ségolène Royal, voulant conserver la dynamique de sa campagne pour la présidentielle, souhaite que le congrès se tienne avant les municipales de 2008, comme il était prévu initialement, sans succès. Elle annonce alors sa candidature assez tôt, le 17 mai 2008 au 20h de France 2 et lance un site internet qui pose des questions sur de nombreux sujets politiques aux adhérents du PS. Il dépose la contribution « Combattre et proposer ». Devancée dans les sondages par ses rivaux Bertrand Delanoë et Martine Aubry, le 15 septembre 2008, elle déclare au 20h de TF1 qu'elle ne fait plus de sa « candidature un préalable » puis s'unit avec la contribution « La ligne claire » et laisse Gérard Collomb prendre la tête de la motion E. Finalement candidate, elle propose que, si elle est élue, Vincent Peillon soit nommé à un nouveau poste de premier secrétaire délégué.
- Martine Aubry reste au départ discrète sur ses intentions pour ne pas rentrer dans les jeux de querelles de personnes, tout en avançant la nécessité de « faire renaître le PS »[12]. Elle participe à la construction d'une alternative au combat annoncé entre Ségolène Royal et Bertrand Delanoë, appelée ensuite « Pôle des Reconstructeurs »[13] et composé des partisans de Laurent Fabius, Dominique Strauss-Kahn et Arnaud Montebourg[14]. Sa réélection aisée à la mairie de Lille renforce sa popularité[15] avant qu'elle ne laisse entendre clairement sa candidature lors de la présentation de sa motion[16]. Lors du congrès de Reims tendu, un front « anti-Royal » émerge entre les motions A, D et C mais la question de la candidature pour le poste de premier secrétaire ne trouve pas de solution : Benoît Hamon maintient sa candidature et Martine Aubry propose de la soutenir mais les partisans de Bertrand Delanoë refusent[17]. Alors qu'au coucher de la nuit du 15 novembre, un duel entre Benoît Hamon et Ségolène Royal semble se profiler, la candidature de Martine Aubry est finalement annoncée. Le dépôt officiel se fait aux alentours de 9h45, l'heure limite étant déplacée pour l'occasion de 9h30 à 11h[18].

#### Anciens candidats
- Le premier à s’être déclaré candidat au poste de premier secrétaire est Pierre Moscovici, début 2008[19], se présentant comme une alternative au combat entre Ségolène Royal et Bertrand Delanoë. Il exprime la volonté d’éviter l’installation d’un présidentiable à la tête du PS et de donner au parti une orientation clairement sociale-démocrate, dans la lignée de son appartenance au courant strauss-kahnien. Ce courant se scinde cependant en trois, une partie le soutenant, une autre partie soutenant Bertrand Delanoë, et une dernière suivant Jean-Christophe Cambadélis chez les Reconstructeurs. Moscovici n’ayant pas rejoint les Reconstructeurs, il cherche d’autres alliés pour poursuivre sa candidature et est rejoint par les « barons locaux » de la Ligne Claire, qui prennent ensuite la tête d’une motion cosignée avec Ségolène Royal. Il se rallie à Bertrand Delanoë et abandonne sa candidature.
- Julien Dray[20] veut rassembler le parti et signe ainsi la contribution de François Hollande, pour ne pas se positionner dès le départ. Il espère que le premier secrétaire le désignera comme son successeur, du fait de sa position d’arbitre[réf. nécessaire], en voulant rassembler la majorité sortante, découpée en trois : Martine Aubry, Bertrand Delanoë et Ségolène Royal. Mais François Hollande soutient Bertrand Delanoë, et ses espoirs d’union s’amincissent. Tout en signant et soutenant la motion de Gérard Collomb et Ségolène Royal, il profite du fait que cette motion n’ait pas de premier secrétaire désigné à l’avance, Ségolène Royal ayant mis sa candidature « au frigidaire », pour maintenir sa propre candidature[21]. Il ne pense qu’aucune motion ne pourra accéder seule à la majorité et espère toujours devenir le candidat du consensus évitant le choc des présidentiables.[réf. nécessaire]
- Bertrand Delanoë est depuis sa réélection à la mairie de Paris désigné comme le favori pour devenir premier secrétaire du Parti socialiste[22]. Il lance sa campagne en sortant le livre De l’audace ! en mai 2008. Il y dénonce le libéralisme économique tout en revendiquant le libéralisme politique et se déclare officiellement candidat[23] à la veille de l’université d’été du PS à La Rochelle. Il s’unit avec François Hollande et Jean-Marc Ayrault, puis est rejoint par Pierre Moscovici sur la motion « Clarté, Courage, Créativité » qui est signée par le nombre le plus important d’élus (mais en quatrième position des signatures de militants)[24]. Sa stratégie vise à personnaliser une direction du parti mais devant le résultat de sa motion, qui ne lui assure pas les ralliements immédiats de Martine Aubry ni de Benoît Hamon pour passer devant Ségolène Royal, et l’échec de la synthèse, il ne dépose pas sa candidature et appelle à voter Martine Aubry.

### Sondages
Ces sondages sont effectuées auprès de l'ensemble des Français au auprès des sympathisants socialistes. Ils ne reflètent donc pas le corps électoral du congrès composé des seuls adhérents au Parti socialiste.

#### Sondages sur la désignation du premier secrétaire
|                     | Delanoë | Aubry | Royal | Hamon |
| 28 septembre - IFOP | 44 %    | 22 %  | 18 %  | 6 %   |
| 7 octobre - LH2     | 24 %    | 12 %  | 21 %  | 1 %   |
| 16 octobre - IFOP   | 41 %    | 23 %  | 30 %  | 1 %   |
| 4 novembre - LH2    | 28 %    | 12 %  | 20 %  | 3 %   |

#### Cote de popularité des personnalités socialistes
|                    | Delanoë | Aubry | Royal | Hamon | Dray | Hollande | Fabius | Montebourg | Moscovici |
| 13 octobre - IPSOS | 63 %    | 42 %  | 33 %  |       | 26 % | 29 %     | 29 %   | 23 %       | 24 %      |
| 14 octobre - BVA   | 67 %    | 61 %  | 56 %  | 11 %  | 30 % | 43 %     | 36 %   | 29 %       | 29 %      |
| 25 novembre - BVA  | 59 %    | 61 %  | 53 %  | 40 %  |      | 38 %     | 28 %   | 31 %       | 26 %      |

### Vote

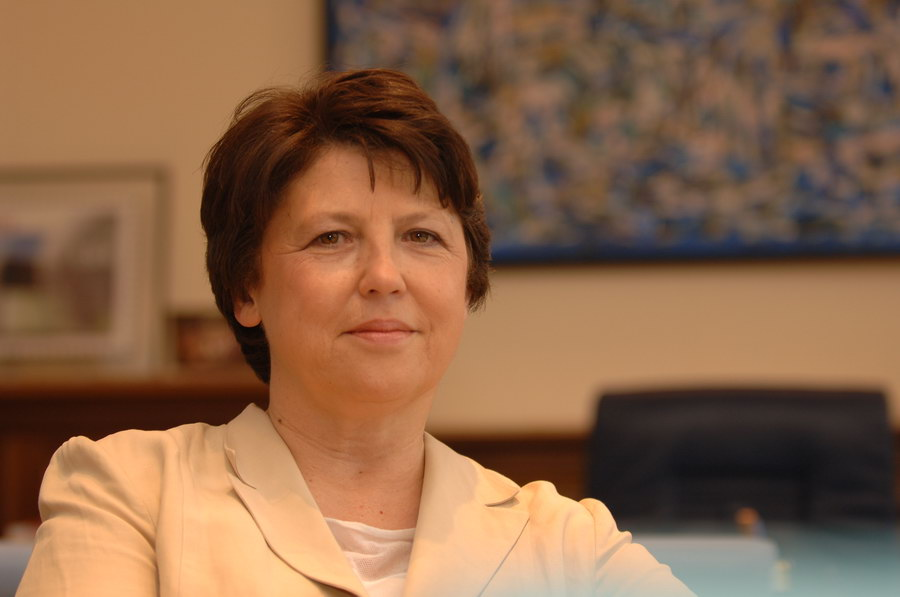
Martine Aubry, nouvelle première secrétaire du Parti socialiste.

L'élection du premier secrétaire national a lieu en même temps que l'élection des secrétaires de section et des premiers secrétaires fédéraux au scrutin majoritaire à deux tours et à bulletins secrets les 20 et 21 novembre 2008.
Au soir du premier tour, Benoît Hamon, arrivé troisième, appelle à voter « massivement » pour Martine Aubry.

### Crise du second tour
Le premier résultat donné par la direction nationale du PS, samedi 22 novembre à 6 h du matin, place Martine Aubry en tête du second tour devant Ségolène Royal avec une avance de 42 voix, soit 50,02 % des suffrages exprimés. Ségolène Royal et ses partisans contestent la validité de ces résultats et réclament un nouveau vote : Manuel Valls, porte-parole de Ségolène Royal annonce ainsi qu'une plainte serait déposée pour faux en écriture dans une section lilloise. En réponse, la fédération socialiste du Nord menace d'une plainte en diffamation.
Des erreurs dans le comptage et la transmission des voix sont relevées dans plusieurs fédérations. Le camp de Ségolène Royal propose d'annuler le scrutin et de procéder à un nouveau vote, alors que Pierre Moscovici propose une direction collégiale et Robert Badinter de faire revoter uniquement les sections litigieuses, mais le camp de Martine Aubry refuse ces propositions. La commission de récolement examine les 24 et 25 novembre les procès-verbaux des fédérations, corrige les erreurs relevées, avant de transmettre les résultats définitifs au conseil national du PS, réuni le soir du 25 novembre, qui entérine le rapport de la commission, confirmant l'élection de Martine Aubry avec 102 voix d'avance sur Ségolène Royal.
Un an plus tard, le 10 septembre 2009, les journalistes Antonin André (Europe 1) et Karim Rissouli (Canal+) publient un livre dans lequel ils accusent Martine Aubry et ses partisans d'avoir falsifié à leur profit les résultats du second tour, notamment en gelant jusqu'au moment opportun la transmission au conseil national du PS des résultats au sein de la fédération du Nord, tenue par des proches d'Aubry ; l'objectif, affirment les auteurs, était de pouvoir « ajuster » au dernier instant ces résultats, en fonction de l'écart alors connu entre Martine Aubry et Ségolène Royal. En réaction, Malek Boutih, proche de Ségolène Royal, estime que « la triche est une pratique banalisée au sein du PS », tandis que Martine Aubry juge l'ouvrage « malveillant », et que l'ancien Premier ministre Lionel Jospin, qui estime ces accusations « sans preuves », déclare que « la question de la légitimité de Martine Aubry à la tête du PS ne se pose pas ».

## Nouvelle direction du Parti socialiste

### Conseil national du 6 décembre

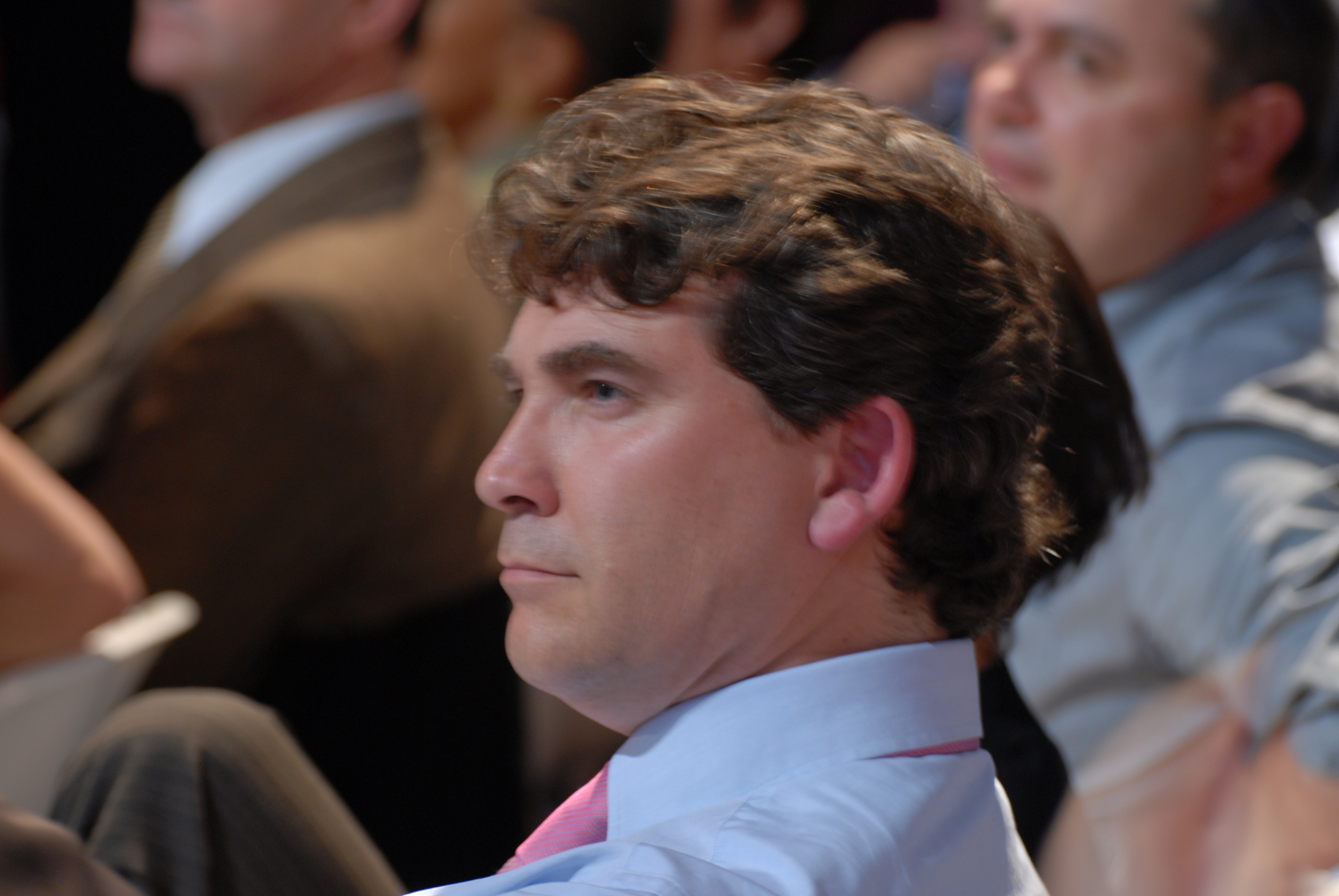
Arnaud Montebourg, nouveau secrétaire national à la rénovation.

Reporté d'une semaine pour ne pas contraindre ses membres à deux réunions la même semaine après celui du 25 novembre, le conseil national est l'occasion pour la nouvelle première secrétaire Martine Aubry d'annoncer la composition complète du nouveau bureau national et du nouveau secrétariat national. Ce dernier est paritaire (19 femmes et 19 hommes), largement rajeuni (Bruno Julliard, Mireille Le Corre, Régis Juanico, Olivier Dussopt…) et ouvert à la « diversité » (Pouria Amirshahi, Sibeth Ndiaye, Farida Boudaoud, Cécile Ha Mihn Tu, Razzye Hamadi, Zita Gurmaï…). Autour de Martine Aubry, quatre personnes forment ses plus proches conseillers : l'eurodéputé Benoît Hamon est porte-parole, les députés Arnaud Montebourg secrétaire national à la rénovation, François Lamy conseiller politique et chargé de la communication et l'eurodéputé Harlem Désir secrétaire national à la coordination. Les représentants de la motion de Ségolène Royal refusent d'intégrer le secrétariat national. Le texte d'orientation est adopté par 146 voix pour 72 abstentions.

### Nouveau secrétariat national
Suivies d'une étoile (*), les personnes nommées le 24 février 2009.
- Première secrétaire : Martine Aubry
- Secrétaire national chargé de la coordination : Harlem Désir
- Secrétaire national chargé de la rénovation : Arnaud Montebourg
- Porte-parole du Parti socialiste : Benoît Hamon
- Conseiller politique auprès de la première secrétaire : François Lamy
- Conseiller auprès de la première secrétaire : David Assouline (*)
- Conseiller pour les finances et la fiscalité : Didier Migaud
- Conseiller auprès de la première secrétaire : Gilles Pargneaux
- Conseiller aux relations avec les fondations et aux revues : Alain Bergounioux

#### Secrétariats nationaux thématiques
- Aménagement du territoire et développement local : André Laignel (*)
- Culture : Sylvie Robert
- Défense : Clotilde Valter
- Droits de l’Homme : Pouria Amirshahi
- Droits des Femmes : Zita Gurmai
- Droits des consommateurs : Philippe Doucet (*)
- Économie : Michel Sapin
- Éducation : Bruno Julliard
- Énergie : Aurélie Filippetti (*)
- Enseignement supérieur / Recherche : Bertrand Monthubert
- Environnement : Laurence Rossignol
- Europe et Relations internationales : Jean-Christophe Cambadélis
- Exclusion : Gaëtan Gorce (*)
- Famille : Jean-Patrick Gille (*)
- Formation professionnelle et sécurité sociale professionnelle : Pascale Gérard
- Forum des Territoires : Marylise Lebranchu et Jean-Louis Bianco
- Immigration : Sandrine Mazetier
- Industrie et NTIC : Guillaume Bachelay
- Libertés publiques et Justice : Marie-Pierre de La Gontrie
- Logement : Nathalie Perrin-Gilbert
- Mouvement associatif et économie sociale et solidaire : Farida Boudaoud
- Personnes âgées, handicap et dépendances : Charlotte Brun
- Petite enfance : Sibeth Ndiaye
- Politique de la Ville : Marianne Louis
- Questions de société : Najat Vallaud-Belkacem (*)
- Réforme de l’État et Collectivités territoriales : Élisabeth Guigou
- Ruralité et mer : Germinal Peiro
- Santé/sécurité sociale : Marisol Touraine (en remplacement de Mireille Le Corre)
- Sécurité : Jean-Jacques Urvoas
- Service public : Razzy Hammadi
- Sport : Brigitte Bourguignon
- Transports : Cécile Ha Minh Tu
- Travail et Emploi : Alain Vidalies
- Secrétaire national : Patrick Bloche

#### Secrétariats nationaux organisationnels
- Animation et développement des fédérations : Alain Fontanel
- Communication : François Lamy
- Élections, vie des fédérations : Christophe Borgel
- Formation : Laurence Dumont
- Organisation et adhésions : Pascale Boistard
- Relations extérieures : Claude Bartolone
- Trésorerie : Régis Juanico
- Université permanente et d’été : Emmanuel Maurel